# Ramiz Zerrouki
Ramiz Larbi Zerrouki (arabisch رامز زروقي; * 26. Mai 1998 in Amsterdam) ist ein niederländisch-algerischer Fußballspieler, der seit 2023 bei Feyenoord Rotterdam unter Vertrag steht. In der Saison 2025/26 ist er an den FC Twente Enschede ausgeliehen.

## Karriere

### Verein
Der Sohn eines algerischen Vaters und einer niederländischen Mutter begann in der Jugend von Ajax Amsterdam mit dem Fußballspielen. 2016 wechselte er zur Fußballakademie FC Twente / Heracles. Im August 2018 unterschrieb er seinen ersten Profivertrag beim FC Twente und rückte im Sommer 2019 in die erste Mannschaft auf. Dort debütierte Zerrouki am 30. Oktober 2019 in einem Spiel um den KNVB-Pokal. Ende März 2020 wurde sein Vertrag bis zum 30. Juni 2021 verlängert. In der Vorbereitung auf die Saison 2020/21 unter dem neuen Trainer Ron Jans etablierte sich Zerrouki zu einer festen Größe im Mannschaftskader. Im Oktober 2020 verlängerte er seinen Vertrag bis 2023. Zur Saison 2023/24 wechselte Ramiz Zerrouki ligaintern zu Feyenoord Rotterdam. Von dort wurde er im Sommer 2025 wieder nach Enschede verliehen.

### Nationalmannschaft
Am 25. März 2021 debütierte Zerrouki im Qualifikationsspiel zum Afrika-Cup 2022 gegen Sambia für die algerischen Nationalmannschaft. 
Beim Afrika-Cup 2022 stand er im algerischen Aufgebot. Dort kam Zerrouki im letzten Gruppenspiel gegen die Elfenbeinküste über die volle Spielzeit zum Einsatz.